# 2 Live Crew
2 Live Crew es una agrupación estadounidense de hip-hop originaria de Miami, Florida. Han causado fuerte controversia por las temáticas sexuales de sus letras, particularmente en el álbum de 1989 As Nasty As They Wanna Be. Hasta la fecha la agrupación ha publicado ocho álbumes de estudio incluyendo el mencionado anteriormente, siendo el más reciente The Real One de 1998. La agrupación fue fundada en California por DJ Mr. Mixx (David Hobbs) junto a los raperos Fresh Kid Ice (Chris Wong Won) y Amazing Vee (Yuri Vielot). Publicaron su primer sencillo, "Revelation", en 1985. "Revelation" fue muy popular en Florida, por lo que la agrupación decidió trasladarse a Miami. El rapero Brother Marquis (Mark Ross) se unió a 2 Live Crew para el lanzamiento de su segundo sencillo, "What I Like". El músico local Luke Skyywalker (Luther Campbell) le ofreció un contrato discográfico a la agrupación y se desempeñó como mánager y cantante. Con esta formación publicaron su primer larga duración: The 2 Live Crew Is What We Are.

## Discografía

### Estudio
| Título                                           | Detalles                                                        | Posición en las listas | Posición en las listas | Certificaciones |
| Título                                           | Detalles                                                        | EE. UU.                | EE. UU. R&B            | Certificaciones |
| ------------------------------------------------ | --------------------------------------------------------------- | ---------------------- | ---------------------- | --------------- |
| The 2 Live Crew Is What We Are                   | - Publicación: 25 de julio de 1986 - Discográfica: Luke Records | 128                    | 24                     | - RIAA: Oro     |
| Move Somethin'                                   | - Publicación: 31 de agosto de 1987 - Discográfica: Luke        | 68                     | 20                     | - RIAA: Oro     |
| As Nasty As They Wanna Be                        | - Publicación: 7 de febrero de 1989 - Discográfica: Luke        | 29                     | 3                      | - RIAA: Platino |
| Banned in the U.S.A.                             | - Publicación: 13 de julio de 1990 - Discográfica: Luke         | 21                     | 10                     | - RIAA: Oro     |
| Sports Weekend: As Nasty as They Wanna Be, Pt. 2 | - Publicación: 8 de octubre de 1991 - Discográfica: Luke        | 22                     | 19                     | - RIAA: Oro     |
| Back at Your Ass for the Nine-4                  | - Publicación: 8 de junio de 1994 - Discográfica: Luke          | 52                     | 9                      |                 |
| Shake a Lil' Somethin'                           | - Publicación: 6 de agosto de 1996 - Discográfica: Lil' Joe     | 145                    | 33                     |                 |
| The Real One                                     | - Publicación: 7 de abril de 1998 - Discográfica: Lil' Joe      | —                      | 59                     |                 |
| "–" denota que no ingresó en las listas.         |                                                                 |                        |                        |                 |

### En vivo
| Título          | Detalles                                                     | Posición en las listas | Posición en las listas |
| Título          | Detalles                                                     | EE. UU.                | EE. UU. R&B            |
| --------------- | ------------------------------------------------------------ | ---------------------- | ---------------------- |
| Live in Concert | - Publicación: 22 de septiembre de 1990 - Discográfica: Luke | 92                     | 46                     |